# Erdős-szám

Ha Aliz Erdős Pállal közösen jegyez egy szakcikket, Bobbal egy másikat, de Bob magával Erdőssel sohasem dolgozott együtt, akkor Bob Erdős-száma 2, mivel két lépésre található Erdős Páltól

Az Erdős-szám egy nemnegatív egész, amely azt mutatja, hogy az adott tudós publikálást tekintve milyen messze van Erdős Páltól.

## Definíció
Erdős Pál Erdős-száma 0. Egy tudós Erdős-száma n, ha az általa írt cikkek társszerzői között a legkisebb Erdős-szám n-1.
Vagyis Erdős Pál Erdős-száma 0, valakinek az Erdős-száma 1, ha írt Erdőssel közös cikket,  valakinek az Erdős-száma 2, ha nem írt Erdőssel közös cikket, de írt egy 1 Erdős-számú szerzővel közösen, valakinek az Erdős-száma 3, ha nem írt közös cikket sem Erdőssel, sem 1 Erdős-számúval, de írt közös cikket valamely 2 Erdős-számúval … és így tovább.
Más szavakkal: tekintsük a világ összes tudományos cikkeinek szerzőit egy gráf csúcsainak, és két szerzőt éllel kötünk össze, ha van olyan cikk, amelynek szerzői között mindketten szerepelnek. Ekkor Erdős-számnak nevezzük az adott személy és Erdős Pál közötti legrövidebb út hosszát ebben a gráfban.
Az 1 Erdős-számú szerzők száma 512.

## Módosított Erdős-szám
Lehetséges az Erdős-számot egy szigorúbb módon is definiálni. Ha a fenti gráfos definíciót használjuk, akkor a szigorúbb verzió a következő: akkor kössünk össze két szerzőt éllel, ha van olyan cikk, amit pontosan ők ketten írtak.
Ez nyilván szigorúbb definíció, hisz ha ebben a módosított gráfban él köt össze két szerzőt, akkor az az eredeti gráfban is létező él volt. Viszont elképzelhető, hogy vannak az eredeti gráfban olyan élek, amelyek itt nincsenek, hiszen lehet, hogy valakinek az Erdős-száma 1, de ez azért alakult így, mert összesen egy közös cikke van Erdőssel, de azt hárman írták. Ekkor világos, hogy a módosított gráfban nem lesz él közte és Erdős között, vagyis a módosított Erdős-száma nagyobb lesz, mint 1.
Következésképpen a módosított Erdős-száma mindenkinek legalább akkora, mint a klasszikus Erdős-száma.